# Cyclopenteen
Cyclopenteen is een cyclische, onverzadigde koolwaterstof met als brutoformule C5H8. De stof komt voor als een kleurloze vloeistof met een benzine-achtige geur, die onoplosbaar is in water. Cyclopenteen is zeer licht ontvlambaar. De structuur is niet vlak, maar heeft een geknikte vorm. Door de dubbele binding in de ring is de ringspanning relatief hoog.

## Synthese
Cyclopenteen kan gesynthetiseerd worden via de vinylcyclopropaan-cyclopenteen-omlegging of door de dehydratie van cyclopentanol:
{\displaystyle {\ce {C5H9OH -> C5H8 + H2O}}}

## Toepassingen
Cyclopenteen wordt op relatief grote industriële schaal gemaakt. Het wordt onder meer gebruikt als monomeer bij de synthese van plastics.